# Constantius III.

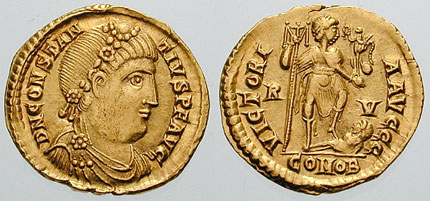
Solidus des Constantius von 421. Auf der Rückseite wird der Kaiser als General dargestellt, zu Füßen den unterworfenen Feind, in der einen Hand eine Victoria, in der anderen Hand ein Feldzeichen. Die drei G bei VICTORIA AVGGG verweisen darauf, dass Constantius neben sich noch zwei weitere Augusti, Honorius und Theodosius II., als Mitherrscher anerkannte.

Constantius III. (* in Naissus (heute Niš in Serbien); † 2. September 421 in Ravenna), eigentlich Flavius Constantius, war ein (Mit-)Kaiser im Weströmischen Reich. Er war ein erfolgreicher Militär und errang ab 411 als magister utriusque militiae Macht und Aufmerksamkeit durch erfolgreiche Feldzüge gegen innere und äußere Feinde. Wenngleich er vornehmlich eigene Interessen verfolgt haben dürfte, war es maßgeblich sein Verdienst, dass sich die erschütterte Stellung der weströmischen Regierung noch einmal stabilisierte.

## Leben

### Vorgeschichte und Aufstieg
Flavius Constantius stammte ursprünglich aus dem Osten des Imperium Romanum, war aber 395 zusammen mit dem magister militum (Heermeister) Stilicho nach dem Tod von Kaiser Theodosius I., der letztmals über das Gesamtreich geherrscht hatte, im Westen geblieben. Das Weströmische Reich wurde in dieser Zeit durch innere Unruhen und germanische Vorstöße stark geschwächt: Zwischen 401 und 403 kam es zu einer ersten Konfrontation mit dem gotischen Heermeister Alarich, der Norditalien verwüstete, um so ein foedus mit Westrom zu erzwingen. Nach mehreren Niederlagen gegen Stilicho musste er sich jedoch vorläufig wieder zurückziehen. 405 fiel der Gote Radagaisus mit einem großen Heer in Italien ein. Erst im August des folgenden Jahres konnte er mit Mühe in der Schlacht bei Faesulae gestoppt werden. 406 wurden in Britannien mit Marcus und Gratian gleich zwei Kaiser durch die dortigen Soldaten ausgerufen. Zum Jahreswechsel 406/07 überschritten mehrere germanische Kriegergruppen (Vandalen, Sueben, Sachsen) sowie Alanen den Rhein (Rheinübergang von 406), nachdem die meisten Truppen, die zuvor die Grenze gesichert hatten, zur Verteidigung Italiens abgezogen worden waren. Nahezu ungehindert konnten die Invasoren Gallien und Hispanien verwüsten. Die verbliebenen regulären Einheiten waren überdies durch die Usurpation Konstantins (III.) gebunden. Dieser hatte sich 407 in Britannien nach der Ermordung der Usurpatoren Marcus und Gratian selbst zum Kaiser erhoben, war mit seinen Truppen nach Gallien übergesetzt und konnte seinen Machtbereich rasch bis nach Hispanien ausdehnen.
Der übermächtige Stilicho wurde unterdessen im August 408 gestürzt und getötet, was als Befreiungsschlag des Hofes gedacht war, das Reich aber militärisch schwächte. Der weströmische Kaiser Honorius war der Situation nicht gewachsen und musste sich 409 vorläufig mit Konstantin arrangieren. Vom 24. bis 26. August 410 plünderten die meuternden westgotischen foederati unter Alarich die Stadt Rom.
Vielleicht schon seit 409, relativ sicher aber seit 410, war Flavius Constantius als Nachfolger des Varanes, der wiederum direkter Nachfolger Stilichos in diesem Amt war, mit dem Oberkommando der kaiserlichen Infanterie betraut. Über seine vorherige Karriere ist wenig bekannt, aber er hatte wohl bereits unter Theodosius I. gedient. Er war dann ein Gefolgsmann Stilichos gewesen und hatte offenbar die nach dessen Tod einsetzenden Säuberungen überlebt. Er rächte Stilicho, indem er dem magister officiorum Olympius, der als Verantwortlicher für den Sturz Stilichos galt, die Ohren abschnitt und ihn anschließend totprügeln ließ. Zunächst stand er am Hof noch im Schatten des Allobichus, der 409 durch eine Soldatenrevolte zum magister militum geworden war. Weil er sich aber mit dem Usurpator Konstantin III. einließ, wurde Allobichus wohl im Herbst 410 wegen Hochverrats hingerichtet, womit für Constantius ein wichtiger Konkurrent beseitigt war.

### Heermeister, Regent und Kaiser

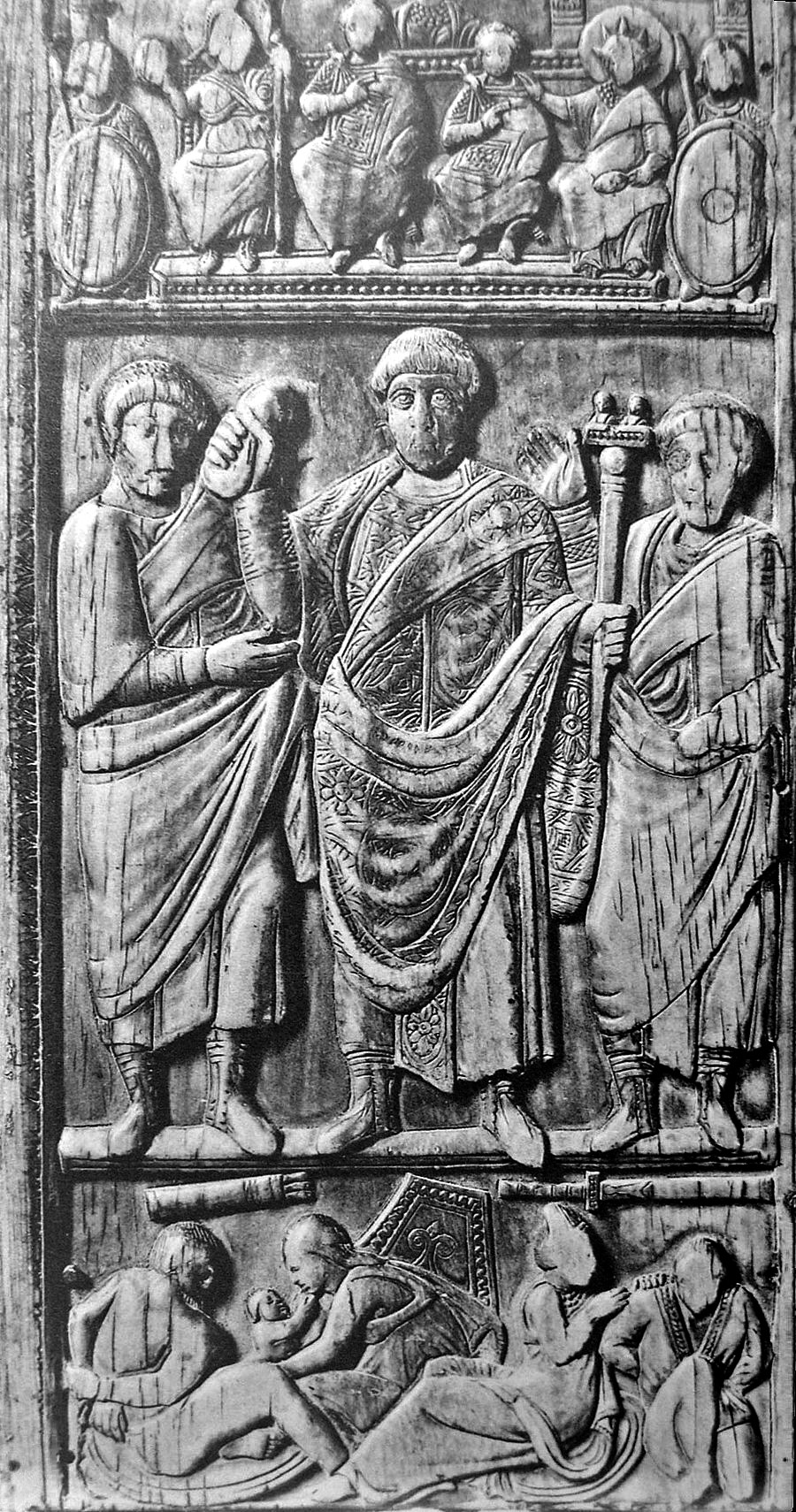
Konsulardiptychon des Flavius Constantius von 420 (?). Die beiden sitzenden Figuren im oberen Abschnitt stellen den Westkaiser Honorius (links) und den Ostkaiser Theodosius II. dar. Da Honorius der senior Augustus war, ist er größer dargestellt. Neben den beiden Augusti sitzen Personifikationen von Rom und Konstantinopel.

Anfang 411 zog Constantius dann mit einem Heer nach Gallien, wo es ihm gelang, die Usurpation Konstantins (III.) niederzuschlagen. Konstantin musste sich in Arles ergeben und wurde kurze Zeit später hingerichtet, nachdem Constantius’ Kollege Ulfilas das Entsatzheer unter Konstantins General Edobich, der germanische Krieger angeworben hatte, geschlagen hatte. Damit wurde Constantius zum starken Mann im Reich und erbte gewissermaßen die Stellung, die Stilicho bis 408 innegehabt hatte. Im Jahr darauf konnte er die Westgoten unter ihrem neuen Anführer Athaulf aus Italien vertreiben und machte aufgrund seiner Erfolge rasch Karriere. 413 konnte er seinen letzten römischen Rivalen, den comes Africae Heraclianus, ausschalten. Dieser hatte noch versucht, Constantius in Italien anzugreifen, unterlag aber und fand den Tod. Auch hinter der Ermordung Athaulfs, der Galla Placidia, die Halbschwester des Honorius, geheiratet und für den gemeinsamen Sohn Ansprüche auf das Kaisertum angemeldet hatte, kann man Constantius als Drahtzieher vermuten. Seit dieser Zeit lenkten faktisch nicht Honorius und der Kaiserhof, sondern das Militär, angeführt von Constantius, das Westreich.
414 bekleidete er erstmals das Consulat, wurde dann mit dem Ehrentitel patricius ausgezeichnet und schließlich im Jahr 417 gegen ihren Willen mit der verwitweten Galla Placidia verheiratet, mit der er zwei Kinder zeugte. Er war nun nach Beseitigung aller Rivalen für alle erkennbar der eigentliche Machthaber im Westen des Imperium Romanum. 417 wurde er zugleich ein zweites Mal Consul. 418 konnte er die Westgoten, die nun wieder in römischen Diensten standen und in Constantius’ Auftrag gegen Vandalen, Alanen und Sueben gekämpft hatten, als foederati in Südgallien ansiedeln. Als es 418 nach dem Tod des römischen Bischofs Zosimus zu einer Doppelwahl und anschließenden Straßenkämpfen kam, entschied nicht Honorius, sondern Constantius im Frühjahr 419 den Streit und erklärte Bonifatius I. zum rechtmäßigen Nachfolger. 420 bekleidete er zum dritten Mal das Consulat, und am 8. Februar 421 erhob Honorius den Constantius (wohl nicht ganz freiwillig) schließlich zum Augustus und Mitkaiser. Damit fand seine überragende faktische Machtstellung nach Jahren auch einen offiziellen Ausdruck und wurde so legitimiert. Constantius starb jedoch überraschend nur wenige Monate später am 2. September 421 an Wassersucht (Herzinsuffizienz) oder einer Rippenfellentzündung, laut Olympiodoros von Theben während der Vorbereitungen zu einem Feldzug gegen den östlichen Kaiser Theodosius II., den Neffen des Honorius, der Constantius die Anerkennung verweigert hatte und ihn als Usurpator betrachtete.
Dennoch unterstützte Theodosius vier Jahre später Constantius’ Sohn Valentinian im Kampf gegen den dynastiefremden Usurpator Johannes durch Entsendung eines Heeres gegen Ravenna, die westliche Kaiserresidenz, wo sich der Hofbeamte Johannes nach dem Tod des Honorius 423 selbst zum Kaiser proklamiert hatte. Am Ende wurde daher der Sohn aus der Ehe Constantius’ III. mit Galla Placidia als Valentinian III. 425 mit Hilfe seines Vetters Theodosius II. neuer Augustus des Westens.

## Bedeutung
Mit Constantius etablierte sich endgültig die Rolle des patricius et magister militum als eigentlicher Regierungschef Italiens: Seit Constantius war der Titel patricius in Verbindung mit der Stellung als erster Heermeister im weströmischen Bereich (anders als im Osten) ausschließlich dem jeweils nächst dem Kaiser mächtigsten Mann vorbehalten; auch nach dem Ende des westlichen Kaisertums 476/80 sollten daher Männer wie Odoaker oder Theoderich der Große diesen Titel anstreben, um so ihre Stellung zu legitimieren. Selbst Karl der Große nannte sich noch patricius Romanorum.
Constantius’ Aufstieg vom Oberbefehlshaber der weströmischen Armee zum faktischen Machthaber, zum Schwager des Kaisers und zuletzt gar zum Augustus beeinflusste nachhaltig die späteren patricii et magistri militum, besonders Aëtius und Ricimer; doch hatte zuvor schon Constantius’ Patron und Vorbild Stilicho als Reichsfeldherr und Schwiegervater des Honorius eine sehr starke Stellung errungen. Constantius unterschied sich von Stilicho und Ricimer allerdings in seiner genuin römischen Herkunft, was ihm die Möglichkeit eröffnete, dem Vorbild Theodosius’ I. folgend selbst Kaiser zu werden, während sich Ricimer mit der Rolle des Kaisermachers und Kaisermörders begnügte. Bemerkenswerterweise soll Constantius seine Kaisererhebung aber laut Olympiodor bald bedauert haben, da er erkannt habe, mit welchen Beschränkungen die Rolle als Augustus verbunden war. Vielleicht ist dies der Grund, wieso nach 421 auch römische Heermeister wie Aëtius oder Flavius Orestes nicht mehr nach dem Purpur griffen.
Viele Forscher sind der Ansicht, nur der frühe Tod des Constantius habe eine dauerhafte Stabilisierung Westroms verhindert, die auch sein mittelbarer Nachfolger als comes et magister militum et patricius, Aëtius, nicht mehr erreichen konnte. Andere bewerten Constantius hingegen negativer und halten ihn für einen machthungrigen Mann, der vor allem eigene Interessen verfolgte, den Kaiserhof und den römischen Westen rücksichtslos unter seine Kontrolle brachte und auch vor einem Bürgerkrieg gegen den Osten nicht zurückgeschreckt wäre.